# Söğütlü (Midyat)
Söğütlü ist eine Kleinstadt im Landkreis Midyat der türkischen Provinz Mardin. Söğütlü liegt etwa 54 km nordöstlich der Provinzhauptstadt Mardin und 16 km nordwestlich von Midyat. Söğütlü hatte laut der letzten Volkszählung 4.273 Einwohner (Stand Ende Dezember 2009).